# Albert Visser
Albert Visser (Zwijndrecht, 19 december 1950) was hoogleraar aan de Universiteit Utrecht. Hij studeerde toegepaste wiskunde aan de Universiteit Twente en hij studeerde af in de wiskunde aan de Universiteit Utrecht. In 1981 promoveerde hij te Utrecht op het proefschrift Aspects of Diagonalization and Provability (promotor prof.dr. Dirk van Dalen). Albert Visser pensioneerde in 2015.
Zijn onderzoek concentreert zich op rekenkundige theorieën, interpreteerbaarheid, constructivisme, de grondslagen van de wiskunde en onderwerpen in de taalfilosofie.
Op 1 augustus 1998 werd hij benoemd tot hoogleraar Logica aan de Universiteit Utrecht welk ambt hij op 1 maart 2000 aanvaardde met de inaugurele rede Het tekst continuüm. Hij is sinds 2005 ook lid van de Koninklijke Nederlandse Akademie van Wetenschappen.